# カポレットの戦い
カポレットの戦い（カポレットのたたかい、Battle of Caporetto）は、第一次世界大戦中のイタリア戦線で、1917年10月24日から11月9日にかけて、カポレット（現スロベニアのコバリード）で戦われた戦い。先の第十一次イゾンツォの戦いに準えて第十二次イゾンツォの戦いと呼ばれる場合もある。十一度に亘るイゾンツォ戦線の攻勢によって弱体化したオーストリア＝ハンガリー帝国軍による再三の援軍要請に対して、長らくこれを戦力不足から拒否してきたドイツ帝国軍が遂に援軍派遣を承認した。イタリアでは"カポレットの惨敗" (La disfatta di Caporetto)と呼ばれている。
指揮権を移譲されたオットー・フォン・ベロウ将軍は、浸透戦術を駆使して後方突破による敵軍殲滅に成功、イゾンツォ戦線の戦況は一転した。ドイツはオーストリアの崩壊をなんとか押し留め、西部戦線での新たな攻勢に専念する体制を整えることができた。

## 背景
オーストリア＝ハンガリー軍は1917年時点で多大な損害を出しており、その総数は死傷者・捕虜合わせて実に150万名に及んでいた。帝国内の民族対立も日増しに高まり、ドイツ系とハンガリー系以外の兵士達の間では厭戦感情が蔓延していた。ドイツ軍参謀本部は、来たるべき第十二次イゾンツォ会戦では最早オーストリア＝ハンガリー軍は戦線突破を阻止することは難しいと考えていた。オーストリア＝ハンガリー軍の戦線崩壊はドイツ軍にとっても危機的な状態を作り出すことは明らかであった。事態を重く見たドイツ帝国は再三に亘って避けてきた援軍派遣を決断せざるを得なくなった。
攻撃計画は当初オーストリア側から提案され、バインジッツァ高地 (Bainsizza Plateau) 北のトルミーノからの攻勢が予定された。イタリア側のトルミーノ付近の防備は手薄ではあったが、山地であることから大軍の集中が困難と判断された。ドイツ軍は山地戦に詳しいコンラート・クラフト・フォン・デルメンジンゲン将軍を現地へ派遣して作戦計画の可能性を探った。デルメンジンゲン将軍は「困難は多いもののトルミーノの突破は可能である」との報告を出し、ドイツ軍は浸透戦術を駆使してオーストリア＝ハンガリー軍への援護を行うことを決定した。
独墺軍では独軍6個師団・墺軍9個師団から第14軍が編成され、主力を担当した。その左翼には墺第3軍、第4軍からなるボレヴィッツ軍集団が展開し、イゾンツォ・トルミーノ一帯で37個師団が配置された。一方、イタリア軍では独第14軍正面には伊第3軍が配備され、イゾンツォ・トルミーノ一帯では47個師団が配置された。伊側では脱走将校などを通じて独墺軍の攻撃計画が漏れていたが、情報を軽視する傾向にあった伊軍司令部は鑑みることなく、カポレット一帯の配備兵力は薄いままであった。

## 戦闘

### 推移

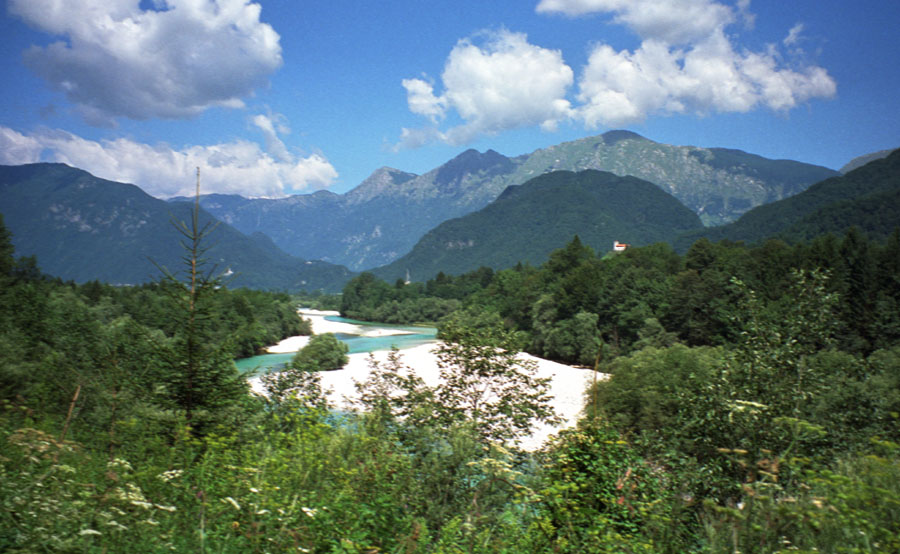
イゾンツォ川周辺

1917年10月24日、独軍部隊によるイゾンツォ川での攻勢が午前2時から開始された。攻勢開始日は悪天候で朝方には霧が立ち込めており、伊軍側は完全に虚を突かれた。濃霧の中からの攻勢と同時に猛烈な砲撃と煙幕が伊軍陣地に降り注ぎ、次いで化学兵器（毒ガス）が巻き散らかされた。イタリア軍は旧式のガスマスクしか兵士に与えておらず、砲撃と毒ガスで混乱する状況下で有効な反撃を行うことが出来なかった。特に集中的な砲撃を受けた伊第2軍の防衛線は崩され、ドイツ軍の突破部隊は手榴弾と火炎放射器を活用して統制を失ったバンカーやトーチカを効果的に破壊した。終日までにベロウ将軍が率いる独軍は25km後方に突破することに成功した。
しかし独軍の突破成功を他所に、肝心の主力である墺軍は全くこの動きに追随できなかった。統制を次第に取り戻したイタリア軍は前線でまご付いていたオーストリア軍主力を撃退して押し返したが、突出していた独軍の突破部隊への対処は困難を極めた。浸透戦術の想定通り、後方を突破した部隊は数的に少数でも敵の補給線や連絡線を掻き乱し、前線に多大な混乱をもたらすことが可能であった。後方の予備戦力を配備する用心を怠ったカドルナ将軍はこれ以上の突出を防ぐべく墺軍を押し返した前線から戦力を引き抜いたが、これも明らかなミスであった。前線の戦力が手薄になったことで、後方突破に苦しむ前線部隊は一層に困難な状態に追い込まれた。
第2軍にとって不運なことにカドルナ将軍に比べて実績のある指揮官であったルイージ・カペッロ司令官は病床の身であり、これも破滅的な末路の一因となった。それでも前線の予備戦力不足に危機感を抱いていたカペッロ司令官は独軍の意図を察知し、カドルナ将軍にタリアメント川にまで可能な限り早く撤収しなければ全軍が壊滅することになると直言した。だがカドルナ将軍はこれを無下に撥ね付けた。彼はまだ浸透戦術の意味を理解せず、一部部隊の突破は時間を掛けて押し返せば済むことであると信じていた。カドルナ将軍が己の誤信に気付き、全軍にイゾンツォ川後方での体勢立て直しを命じたのは10月30日になってからのことであった。既に判断を下すには遅過ぎており、前線の至る所が突破され無数の部隊が殲滅されていた。

### 結果
退却命令から4日間を費やし、どうにかタリアメント川に下がった時に独軍は既に川の目前にまで追撃していた。11月2日、タリアメント川に橋頭堡が建設されたが、独墺軍は攻勢限界点に達してそこで進軍を停止した。以降はピアーヴェ川沿いに建設された防衛陣地が両軍の前線となった。独墺軍は伊軍側の反撃で2万名の死傷者を出したが、伊軍は3万1000名の死傷者に苦しまねばならなかった。加えて後退に間に合わなかった全軍の4分の1に相当する27万5000名の兵士が捕虜となり、生き残った部隊でも軍司令部への激しい不信と敵意から今後の服従を拒否して離脱する者が絶えなかった。後任司令官となったアルマンド・ディアズ将軍は責任の所在を明らかにすることを兵士達に約束し、軍司令部を信じるように粘り強く呼びかけて離脱者の戦列復帰に尽力している。
ドイツ軍は後に軍司令官となるエルヴィン・ロンメルが述懐するように、余裕の無い状況下で派遣された援軍は物資不足に悩まされていた。ドイツ海軍の海上封鎖突破の失敗は戦争が長引く中で深刻な食糧不足も招き、兵士達の体力や士気は下がりつつあった。その中で得られた勝利は大きな意味を持ったが、同時にピアーヴェ川で伊軍が体制を建て直す貴重な時間を与える結果にもなった。伊軍が体制を建て直すと再度の突破は難しく、独軍到来以前と同じ消耗戦へと回帰していった。

## 影響
伊軍が被った被害は甚大であり、先の人的損失のみならず大砲、機関銃、迫撃砲も多くを失った。兵士たちはカドルナ将軍の統制的で柔軟性の無い指揮下で士気を落としており、軍からの離脱者も深刻な情勢であった。ロンメルが率いる部隊も1500名の兵士を武装解除させることに成功した。カドルナ将軍とパオロ・ボッセリ首相という政軍の首脳が解任され、新たにアルマンド・ディアズ将軍とヴィットーリオ・エマヌエーレ・オルランド首相が国家指導を行った。
オルランド首相は連合軍から一時的な援軍を得つつ、より重要な戦略資源の提供を受け取ることに成功した。ディアズ将軍は離脱者への復帰を促しつつ、残った部隊を再編してピアーヴェ川に強固な防衛線を形成した。来援した英軍と仏軍はピアーヴェ川で踏み留まれる可能性を否定してより後方のミンキオ川に展開したことから、ピアーヴェ川の防衛は全て伊軍残余に委ねられていた。この第一次ピアーヴェ川の戦いで伊軍は雪辱を果たし、独墺軍を決して前進させなかった。ディアズ将軍によって再建された伊軍は補給や指揮系統に多くの改良を重ねながら墺軍単独での大攻勢を第二次ピアーヴェ川の戦いで返り討ちにし、西部戦線同様に同盟軍の勝機を完全に失わせた。やがて墺軍が逆に士気を低下させるとヴィットリオ・ヴェネトの戦いに挑み、4日間に亘る抵抗を退けて墺軍を壊走させ、ヴィラ・ジュステ休戦協定を締結して墺軍は降伏した。
他に戦いの後、連合国は従来の各国別による戦争指導を改め、イタリアのラパッロで統一した戦争計画を決定する最高戦争会議が行われ、次回からヴェルサイユで定期的に開催することとなった。

### カドルナの責任
一連の出来事にルイージ・カドルナが責任の多くを背負っていることは誰の目にも明らかであり、彼は後に強制的な退役を命じられた。彼の失敗は単に第十二回会戦での敗北だけではなく、イソンヅォ戦線の指揮全体において不合理な指揮を繰り返していた。カドルナは兵士だけでなく、自らの幕僚や司令官陣とも不信に満ちた関係で知られていた。自身の気に食わない人物を次々と罷免して指揮系統を混乱させ、将軍217名と将校255名、士官355名を独断で解任した。更には750人もの将兵を処刑する非道まで行っており、規律屋と渾名される柔軟性に欠いた極端な統制的態度もむしろ軍内の結束を失わせるばかりであった。
伊軍司令部は「近代的戦争では敵の脅威だけでは士気を保てない」ということを気付かせた。軍内にプロパガンダを担当する宣伝局が設置され、社会正義の実現などを兵士たちに約束した。また軍事戦略はより慎重で消耗戦を避けたものとなり、カポレット戦以降の死傷者は大戦中の総死傷者65万名中の5分の1の数に収まった。
この戦いの後、イタリア語において「カポレット」という言葉は敗北を意味する俗語となった。例えばベニート・ムッソリーニは社会主義者による1922年の失敗したゼネストについて「イタリアの社会主義にとってのカポレット」と例えている。